# Clyde (Teksas)
Clyde je grad u američkoj saveznoj državi Teksas. Prema popisu stanovništva iz 2010. u njemu je živjelo 3.713 stanovnika.